# Fredrik Sonntag
Fredrik Sonntag, född 2 april 1987 i Nynäshamn, är svensk professionell ishockeyspelare som sedan maj 2014 spelar som back för Almtuna IS i Allsvenskan.
Sonntag har tidigare bland annat representerat Södertälje SK och Timrå IK i Elitserien.

## Klubbar
- Nynäshamns IF
- Södertälje SK 2003–2009, 2011–2014
- Huddinge IK 2009 (lån)
- Timrå IK 2009–2011
- Almtuna IS 2014–